# Refractieseismiek
Refractieseismiek is de studie van seismische golven door middel van seismiek – dus geluidsgolven in vaste stof – die een breking of anders gezegd refractie hebben ondergaan.
Dit staat in tegenstelling tot reflectieseismiek. Wanneer iemand bijvoorbeeld naar aardolie, aardgas of erts zoekt en daartoe een springlading tot ontploffing brengt om seismische golven op te wekken, dan zal hij voor refractieseismiek de detectoren daar een heel eind vandaan opstellen. Uit de analyse van de signalen in de detectoren is het dan mogelijk gegevens af te leiden over de aard en de plaats van de structuren in de ondergrond waarin de golven breking hebben ondergaan.